# Kadri Simson
Kadri Simson, née le 22 janvier 1977 à Tartu, est une femme politique estonienne membre du Parti du centre (EK). Après avoir été ministre des Affaires économiques et des infrastructures de 2016 à 2019, elle est membre de la Commission européenne chargée de l'énergie, de 2019 à 2024.

## Biographie

### Formation
Kadri Simson est née le 22 janvier 1977 à Tartu. Diplômée d'histoire de l'université de Tartu, elle obtient également un master en sciences politiques du University College de Londres.

### Parcours politique en Estonie
En 1999, elle débute son parcours politique en Estonie en devenant conseillère auprès de la municipalité de Tallinn.
Kadri Simson est membre du Parti du Centre, dont elle est la secrétaire générale de 2003 à 2007.
En 2007, elle est élue au Riigikogu, le parlement estonien et elle y reste jusqu'à son entrée au gouvernement en 2016. De 2009 à 2016, elle est également la cheffe du groupe du Parti du Centre. En 2015, elle se porte candidate à la présidence du Parti du centre contre le président sortant Edgar Savisaar. Ce dernier l'emporte par 1051 voix contre 486.
Elle est ministre des Affaires économiques et des Infrastructures de l'Estonie de novembre 2016 à avril 2019, date des élections législatives estoniennes de 2019. À ce titre, elle est également chargée de l'énergie dans l'un des rares pays de l'Union européenne qui rejette alors l'objectif de la neutralité carbone. Lors de la présidence estonienne de l'Union européenne, pendant le deuxième semestre 2017, elle préside les réunions des ministres européens chargés de l'énergie et les réunions des ministres européens chargés des transports. Dans le cadre de son mandat gouvernemental, elle soutient en 2018 l'introduction de la gratuité dans le réseau de bus estonien, sur le modèle du système en vigueur à Tallinn depuis 2013.
En 2019, elle retourne brièvement au Riigikogu entre son départ du gouvernement en avril et sa nomination à la Commission européenne. Elle y retrouve alors sa fonction de cheffe de groupe.
Parallèlement à sa carrière politique nationale, elle siège également au conseil de ville de Tallinn de 2009 à 2013, puis dans celui de Pärnu à partir de 2013.
Elle est également sollicitée pour des missions auprès de l'assemblée parlementaire de l'OTAN.

### Commissaire européenne

#### Critiques après la nomination
En 2019, Kadri Simson devient commissaire de la Commission Von der Leyen avec le portefeuille de l’Énergie.
Sa nomination fait l'objet de critiques car elle a été auparavant ministre au sein d'un gouvernement jugé peu soucieux des problématiques environnementales. Alors chargée de la politique énergétique, elle mise principalement sur le pétrole de schiste et le charbon. Si cette stratégie permet à l'Estonie d'atteindre l'indépendance énergétique, elle fait du pays le deuxième émetteur de dioxyde de carbone par habitant dans l'Union européenne. Lors de sa prise de fonction, elle indique vouloir faire bouger la politique européenne en matière d'énergie : « Si le niveau d’ambition est trop bas, je ferai les efforts nécessaires pour pousser les Etats dans la bonne direction. » Le réseau international Les Amis de la Terre commente rapidement son discours au Parlement européen en le qualifiant de « incroyablement faible de la part de la candidate qui est censée conduire la transition énergétique en Europe pour éviter la crise climatique ».
En février 2020, Kadri Simson défend devant le Parlement européen la quatrième liste de projets d'intérêt commun dans le domaine de l'énergie. Cette liste est critiquée par les milieux environnementaux en raison du grand nombre de projets basés sur l'utilisation de gaz naturel.
En octobre 2020, Kadri Simson met en garde contre l'efficacité supposée des plans de relance verte : selon elle, ils ne pourront obtenir de succès que si les villes et régions sont associées aux plans de transformation.

#### Réforme du marché de l'électricité
En mars 2023, Kadri Simson détaille la réforme du marché de l'électricité au sein de l'UE pour répondre aux problématiques posées par le conflit en Ukraine et les sanctions internationales à l'encontre de la Russie. Certains pays, dont la France ou l'Espagne, voulaient refondre le système en place en cessant la corrélation entre les prix de l'électricité et ceux du gaz. D'autres, l'Allemagne en tête, souhaitaient plutôt une réforme a minima donc la commission européenne est parvenue à trouver un compromis. Elle maintient le système précédent de tarification (dit au coût marginal), mais donne beaucoup de facilités aux États pour le contourner, en autorisant la multiplication des contrats à long terme, tranchant avec les tendances précédentes qui misaient sur une concurrence maximum entre opérateurs.

#### Rappel à l'ordre de la France en matière d'énergie renouvelable
Le 16 février 2024, Kadri Simson réagit après l'évaluation par la Commission européenne du Plan national sur l’énergie et climat (Pnec) remis par la France, en novembre 2023 : « La France doit revoir à la hausse son ambition sur les énergies renouvelables.» Le Pnec ne mise en effet que sur un objectif de 33 % de consommation d'énergies renouvelables d'ici 2030 alors que la nouvelle directive européenne (RED III) table sur 42,5 % à l’échelle européenne, donc 44 % pour l’Hexagone, à même échéance.
En septembre 2024, Kadri Simson insiste encore sur le retard français en matière de mix énergétique : « Certains membres, dont la France, n’ont pas encore rempli les objectifs. La Commission continue de dialoguer avec les autorités françaises afin de combler ce retard et que la France respecte ses engagements. »